# Andrej Eščenko
Andrej Olegovič Eščenko (in russo Андрей Олегович Ещенко?, angl. Andrey Olegovich Yeshchenko; Irkutsk, 9 febbraio 1984) è un ex calciatore russo, di ruolo difensore.

## Caratteristiche tecniche
Terzino sinistro, può giocare nello stesso ruolo sulla fascia opposta.

## Carriera

### Club
Cresciuto nel Zvezda Irkutsk, nel 2005 il Chimki lo paga € 400.000 per ottenere le sue prestazioni. Rimane una sola stagione, passando nel 2006 alla Dinamo Kiev in cambio di € 1,2 milioni, dove vince il campionato 2007 e due coppe nazionali. Viene ceduto in prestito per fare esperienza in Ucraina fino al 2011, quando viene svincolato dalla Dinamo Kiev e ritorna in patria. Nel gennaio del 2013 l'Anži lo preleva dalla Lokomotiv Mosca per € 4 milioni.

### Nazionale
Esordisce in nazionale il 14 novembre 2012 in Russia-Stati Uniti (2-2).

## Palmarès

### Club

#### Competizioni nazionali
- Campionato ucraino: 1

Dinamo Kiev: 2006-2007
- Coppa d'Ucraina: 2

Dinamo Kiev: 2005-2006, 2006-2007
- Campionato russo: 1

Spartak Mosca: 2016-2017
- Supercoppa di Russia: 1

Spartak Mosca: 2017
- Coppa di Russia: 1

Spartak Mosca: 2021-2022